# El Carmen Petlahuacán
El Carmen Petlahuacán är en ort i Mexiko.   Den ligger i kommunen Quimixtlán och delstaten Puebla, i den sydöstra delen av landet, 210 km öster om huvudstaden Mexico City. El Carmen Petlahuacán ligger 1 806 meter över havet och antalet invånare är 151.
Terrängen runt El Carmen Petlahuacán är kuperad åt nordväst, men åt sydost är den bergig. Runt El Carmen Petlahuacán är det tätbefolkat, med 266 invånare per kvadratkilometer. Närmaste större samhälle är Xico, 19,2 km nordost om El Carmen Petlahuacán. I omgivningarna runt El Carmen Petlahuacán växer i huvudsak blandskog.